# منتخب نيوزيلندا تحت 20 سنة لاتحاد الرغبي
منتخب نيوزيلندا الوطني لاتحاد منتخب نيوزيلندا الوطني لاتحاد الرغبي تحت 20 سنة (بالإنجليزية: New Zealand national under-20 rugby union team)‏ هو ممثل نيوزيلندا الرسمي في نيوزيلندا الدولية في اتحاد الرغبي .

## وصلات خارجية
- الموقع الرسمي